# Antônio José do Amaral
Antônio José do Amaral (Rio de Janeiro, 1782 -?, 1840) foi um professor de Matemática e jornalista brasileiro.
Bacharel em Matemática pela Universidade de Coimbra, lecionou Aritmética, Geometria e Trigonometria quando da criação da Academia Real Militar no Rio de Janeiro.
Foi um dos editores do Astréa, periódico publicado à época da crise do Primeiro Reinado, entre 1826 e 1832.
É pai do ex-presidente de diversas províncias do Brasil Império Ângelo Tomás do Amaral.